# Edmond Cloetens
Edmond Cloetens va ser un tirador amb arc belga que va competir en els anys posteriors a la Primera Guerra Mundial.
El 1920 va prendre part en els Jocs Olímpics d'Anvers, on va disputar quatre proves del programa de tir. Guanyà la medalla d'or en tres de les proves que disputà: ocell gran fix individual, ocell gran fix, per equips i ocell petit fix, per equips. En la prova d'Ocell petit fix individual fou cinquè.